# Neuguinea
Neuguinea (Tok Pisin Niugini; Hiri Motu: Niu Gini; indonesisch Papua; niederländisch: Nieuw-Guinea) ist mit einer Fläche von 786.000 km² nach Grönland die zweitgrößte Insel der Erde. Der Westteil, Westneuguinea, wurde 1963 von Indonesien besetzt, 2003 in zwei Provinzen, Papua und Papua Barat, unterteilt; seit 2022 ist er in sechs Provinzen unterteilt. Der Osten der Insel ist seit 1975 Teil des unabhängigen Staates Papua-Neuguinea. Neuguinea besitzt den größten Tropenwald Australasiens, die reichhaltigsten Korallenriffe der Welt und einen der höchsten Biodiversitätsgrade der Welt. Weltweit einzigartig ist auch die Anzahl von über eintausend indigenen Sprachen.

## Geografie
Neuguinea liegt in der Nähe des Äquators, im Norden des australischen Kontinents, von dessen Festland es erst infolge des Anstiegs des Meeresspiegels nach der letzten Kaltzeit vor 8000 Jahren getrennt wurde (Torres-Straße). Im Westen stellt es das Bindeglied zu Südostasien dar.

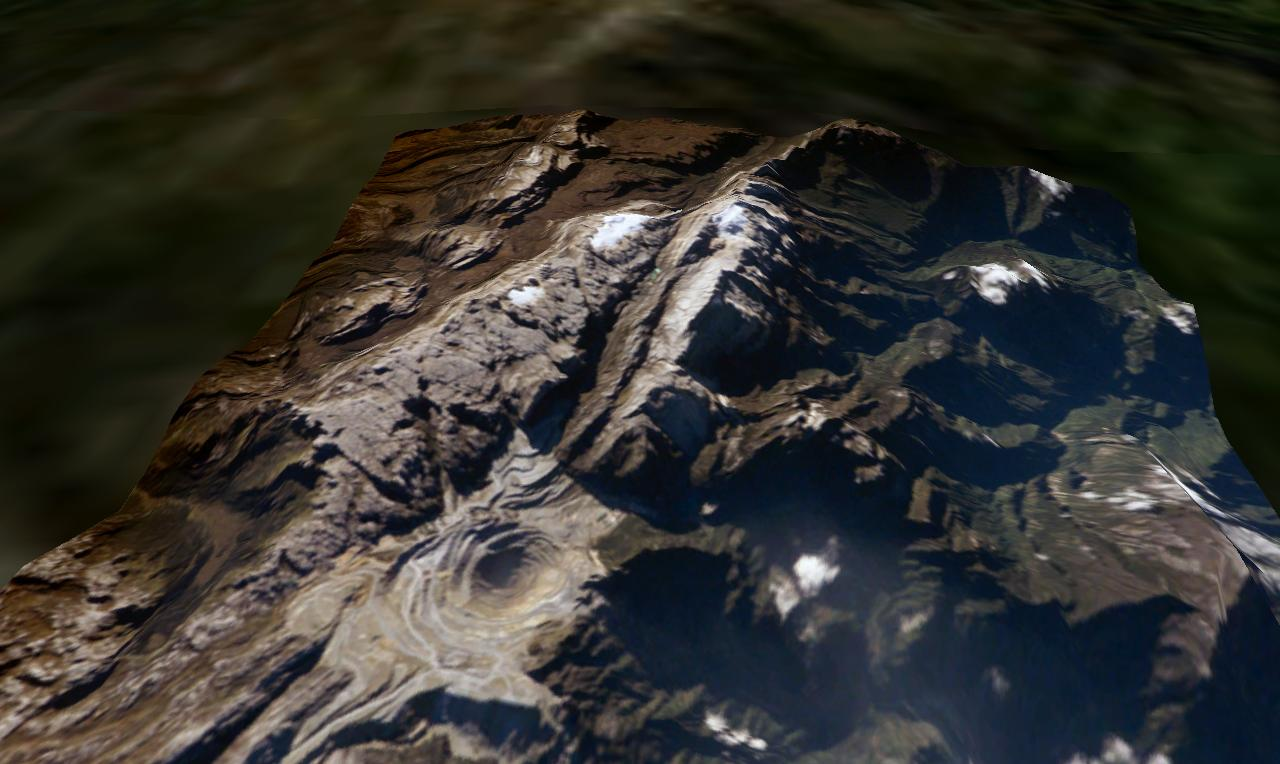
Gletscherreste auf dem Puncak Jaya, 2005

Die Insel befindet sich im Gebiet des pazifischen Feuerrings, wo die pazifische und die australische Lithosphärenplatte aufeinanderstoßen. Deshalb ist sie von einer Kette von großen Gebirgen durchzogen. Im Westen, dem indonesischen Teil der Insel, ragt das Maokegebirge auf, dessen höchster Berg der Puncak Jaya (von Bergsteigern auch Carstensz-Pyramide genannt; 4884 m), und dessen zweithöchster der Sumantri (4870 m) ist. Im östlichen, zu Papua-Neuguinea gehörenden Teil der Insel erhebt sich das Bismarckgebirge mit dem höchsten Gipfel Mount Wilhelm (4509 m). Dort findet sich noch eine Reihe von weiteren Gebirgen und eine Vielzahl an Vulkanen (z. B. Tavurvur, Giluwe, Lamington und Victory). Ursächlich dafür ist, dass im Norden und Osten vor der Insel im Pazifik und auf der Insel der Randbereich der pazifischen Platte in mehrere kleine Mikroplatten mit jeweils tektonisch aktiven Plattenrändern zerbrochen ist.
Auf dem Puncak Jaya gibt es heute nur noch winzige Gletscherreste. Noch 1972 gab es mehrere kleinere Gletscher, wie beispielsweise den Northwall Firn, den Meren-Gletscher, den Carstensz-Gletscher und die Southwall Hanging-Gletscher. Es sind Reste eines noch 1936 vorhandenen großen, geschlossenen Gletschers. Die Gletscherschmelze führte bereits im 20. Jahrhundert zum Verschwinden der Gletscher auf dem Trikora, dem 4800 m hohen Pilimsit und dem 4760 m hohen Mandala.

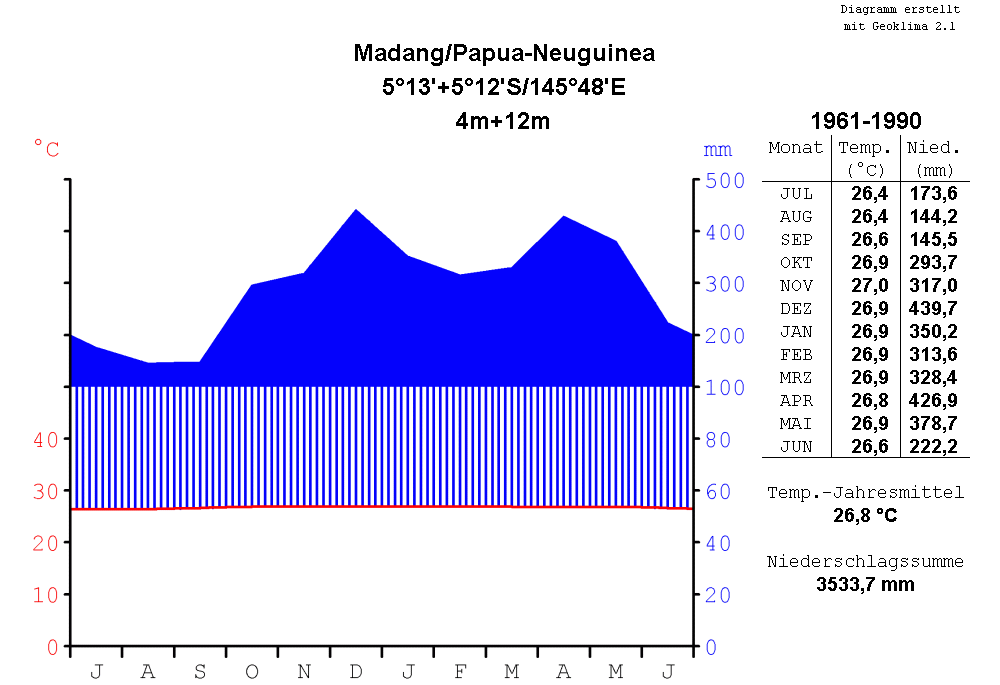
Klimadiagramm für Madang

In den großen Gebirgen entspringen die längsten Flüsse Neuguineas. Ausgehend vom Maokegebirge fließt der Sepik in nordöstlicher Richtung und mündet in die Bismarcksee, während der Fly nach Südosten fließt, wo er im Golf von Papua mündet. Im Südwesten mündet der Digul in die Arafurasee, im Nordwesten der Mamberamo in den Pazifik und der Waipoga im Westen in die Cenderawasih-Bucht. Während der Regenzeit setzen die Flüsse monatelang große Flächen der nördlichen und südlichen Tiefländer unter Wasser.
Die Korallenriffe am Nordwestende bei Raja Ampat und am Südostende in der Milne Bay gehören zu den artenreichsten Riffen der Welt.

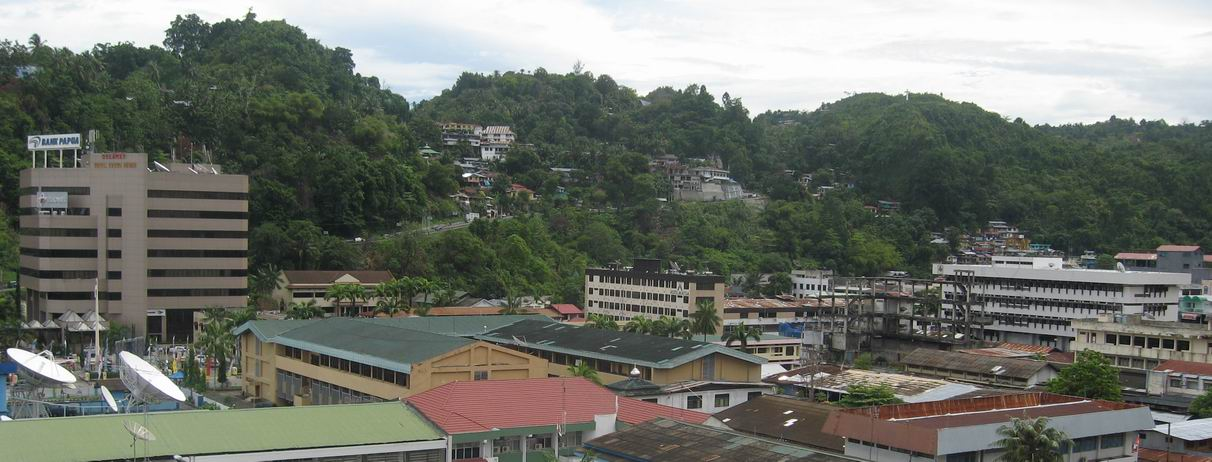
Jayapura Stadt

Die im Südosten gelegene Hauptstadt Papua-Neuguineas Port Moresby hat offiziell etwa 250.000 Einwohner, die zweitgrößte Stadt Lae im Osten etwa 80.000 Einwohner. Dort beginnt der Highlands Highway, die Hauptfernverkehrsstraße der Insel, über die die Bewohner der Gebirgsregion mit importierten Waren versorgt werden. Die Hauptstadt der indonesischen Region Westpapua ist Jayapura mit etwa 200.000 Einwohnern. Weitere indonesische Städte sind beispielsweise Manokwari im Osten der Vogelkop-Halbinsel und Merauke im Süden.

## Flora und Fauna
Neuguinea ist ein tropisches Land und hat eine große ökologische Vielfalt. Viele hier heimische Tiere und Pflanzen kommen nirgendwo sonst auf der Welt vor (sogenannte Endemiten). Zoogeografisch gehört die Tierwelt Neuguineas zum Australischen Faunenreich. Die Pflanzenwelt Neuguineas wird dagegen zur indomalaiischen Florenregion gerechnet (Indochina, Malaysia, Indonesien).
Der Westteil der Insel ist als einer der wenigen Teile der Erde noch nicht vollständig kartographiert. Aufgrund oft tief hängender Wolken über dem dicht bewaldeten Gebiet im westlichen Landesinneren der Insel, durch das keinerlei Straßen oder Wege führen, ist dieses Gebiet trotz neuer Möglichkeiten durch Satellitentechnologie noch nicht in Atlanten verzeichnet.

### Flora

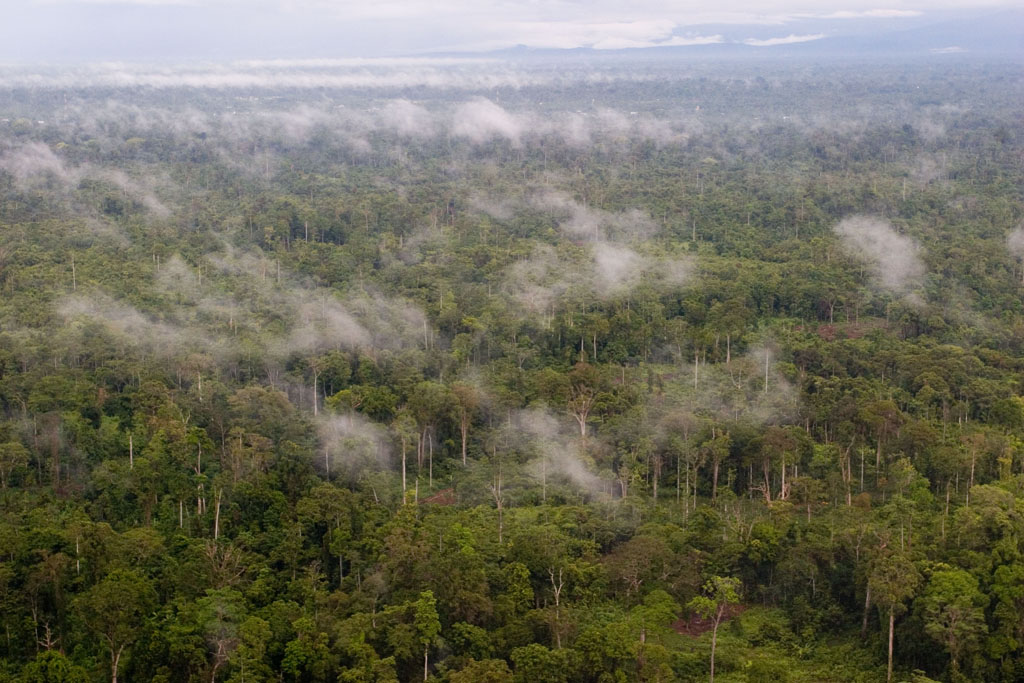
Tropischer Regenwald

Etwa 12.000 wissenschaftlich beschriebene Pflanzenarten sind auf Neuguinea heimisch, Schätzungen gehen von einer tatsächlichen Artenanzahl von etwa 20.000 aus. Unter den Pflanzenarten der Insel befinden sich etwa 2500 Orchideen, 1500 Flechten, 1200 Baumarten – darunter 620 Pandanus-Arten und 80 Gattungen Epiphyten. Typisch sind weiterhin Kannenpflanzen, Ameisenbäume (epiphytische Halbsträucher der Gattung Myrmecodia) und Baumfarne aus der Familie der Dicksoniaceae. „Traditionelle“ Nutzpflanzen sind Banane, Kokospalme, Süßkartoffel, Kohl und Ananas.
- Siehe auch: Flora und Vegetation von Neuguinea

### Fauna

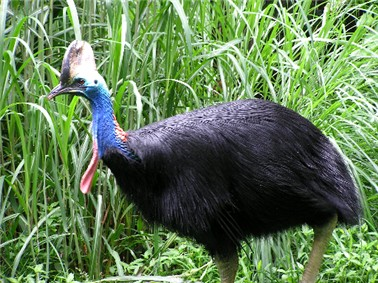
Helmkasuar

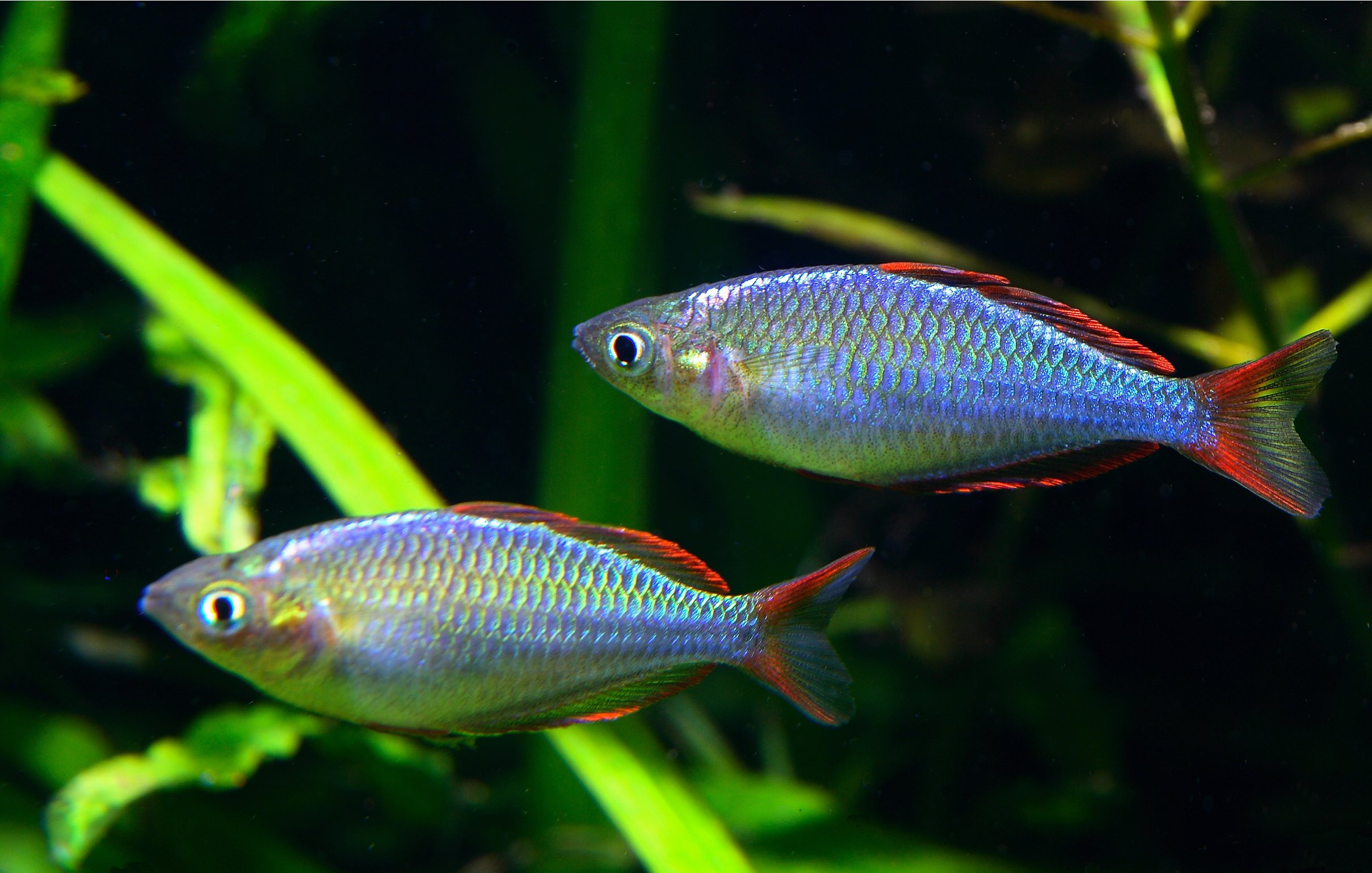
Diamant-Regenbogenfisch

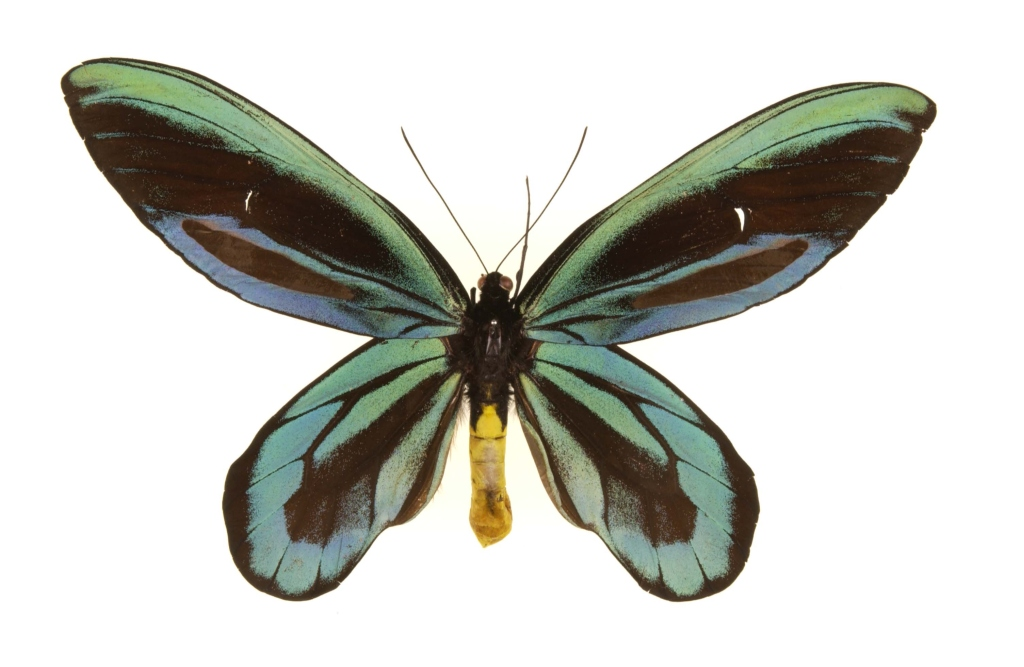
Königin-Alexandra-Vogelfalter

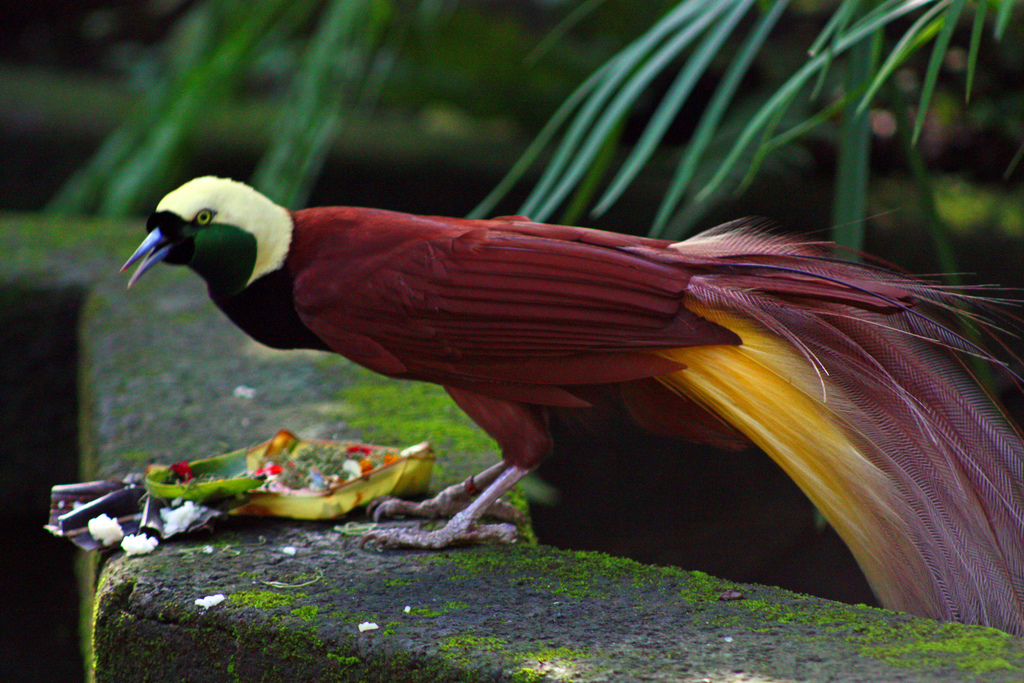
Großparadiesvogel

Durch die während der Eiszeiten bestehenden Landverbindungen zwischen Australien und Neuguinea gibt es viele Gemeinsamkeiten in der Wirbeltierfauna. So dominieren unter den in Neuguinea lebenden etwa 188 Säugetierarten die Beuteltiere mit etwa 70 Arten, wie Kletterbeutler und Baumkängurus. Auch Fledermäuse sind mit etwa 70 Arten stark vertreten sowie Nagetiere. In den unzugänglichen Urwäldern der Insel werden auch heute immer noch Säugetiere entdeckt.
Auf Neuguinea leben etwa 700 Vogelarten, darunter die charakteristischen 43 Paradiesvogelarten, zwölf Arten Laubenvögel und Kasuare, die auf Neuguinea das größte Landtier stellen.
Unter den 300 bis 400 Amphibien- und Reptilienarten gibt es 14 Schildkrötenarten, 190 Eidechsen, Skinke und Warane, und ca. 200 Schlangenarten. Bekannteste Vertreter der Herpetofauna sind der Grüne Baumpython oder der Papuapython sowie das Leisten- und das Neuguinea-Krokodil. Vipern sind auf Neuguinea nicht verbreitet.
An den Küsten, in den Lagunen, Seen und Flüssen leben über 2700 Fischarten, davon über 350 Arten von Süßwasserfischen, von denen die Regenbogenfische mit ungefähr 100 Arten und Grundeln charakteristisch sind. Gerade im westlichen Teil der Insel werden auch heute immer noch neue Arten entdeckt, da die Flüsse und viele Seen in Neuguinea nur wenig erforscht sind.
Die Wirbellosenfauna Neuguineas ist äußerst artenreich, aber noch wenig erforscht. Es sind erst 25.000 Insekten und Käfer, 300 Spinnen- und 959 Tagfalterarten bekannt. Auf Neuguinea lebt der größte Tagfalter der Erde, der Königin-Alexandra-Vogelfalter mit einer Flügelspannweite von 25 cm.
Hunde wie der Neuguinea-Dingo wurden im Laufe der Zeit eingeschleppt, sind aber nicht näher mit dem australischen Dingo verwandt. Die heute etwa 1,5 Millionen Schweine (Sus scrofa papuensis) wurden im 16. Jahrhundert von europäischen Siedlern eingeführt.

### Schutzgebiete
Neuguinea verfügt über eines der größten zusammenhängenden, ursprünglichen Waldgebiete der Erde. Dennoch betreffen vor allem die fortschreitende Rodung der Wälder, die Gewinnung von Bodenschätzen und der illegale Tier- und Pflanzenhandel auch Neuguinea. Andererseits gibt es Gesetze und Hilfsprogramme, um eine weitere Verschärfung der Probleme zu unterbinden. In den letzten Jahrzehnten sind zahlreiche Naturreservate durch staatliche oder private Initiativen entstanden. In den meisten Fällen handelt es sich um Schutzgebiete, in denen die gesamte Fauna und Flora eines bestimmten Landschaftstyps geschützt wird. Die Naturreservate sind für die Forschung und den Tourismus zugänglich.
Die wichtigsten und interessantesten Naturparks Neuguineas sind:
- in Papua-Neuguinea, dem östlichen Teil der Insel
  - Baiyer River Sanctuary, 120 km²
  - McAdam-Nationalpark, 20 km²
  - Tonda Wildlife Management Area
  - Varirata Nationalpark
- in Westneuguinea, dem westlichen Teil der Insel
  - Lorentz-Nationalpark, 23.555 km²
  - Mamberamo Foja Naturreservat, 14.420 km²
  - Nationalpark Cenderawasih, 14.330 km²
  - Jayawijaya, 8000 km²
  - Nationalpark Wasur Rawa Biru, 4260 km²; angrenzend an das Tonda-Reservat
  - Nationalpark Teluk Bintuni, 2600 km²
  - Rouffer-Park, 818 km²
  - Arfak-Park, 450 km²
  - Zyklop-Park, 225 km²

## Bevölkerung
Neuguinea wird von 1089 verschiedene Sprachen sprechenden indigenen Bevölkerungsgruppen bevölkert.
Bei vielen Völkergruppen ist die Körperbemalung verbreitet, die oft extreme Formen annimmt und auch der Abschreckung von Feinden dient. Ebenso gehörte, v. a. in der vorkolonialen Zeit, die Kopfjagd zur Kultur indigener, pflanzerischer Bevölkerungsgruppen wie den Marind-anim, Sawi, Asmat und Iatmul.

## Geschichte

### Frühzeit

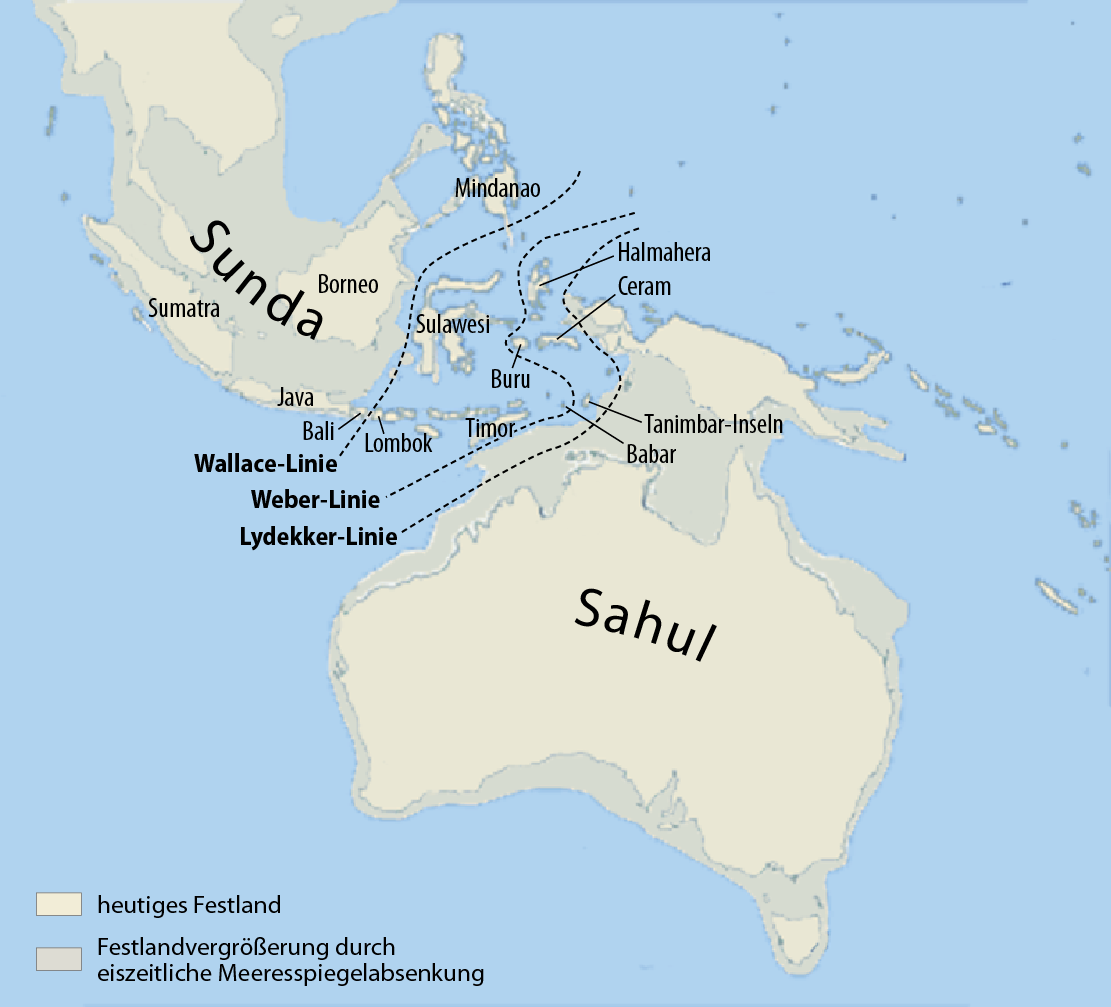
Karte mit Sahul und Sunda

Die Insel Neuguinea war vor 60.000 bis 50.000 Jahren, als sie erstmals von Menschen besiedelt wurde, der nördliche Teil von Sahul, einer zusammenhängenden Landmasse, die den gesamten Kontinent Australien umfasste. Die Menschen wanderten damals mit Hilfe kleiner Boote von Westen aus ein, denn die westlich von Neuguinea gelegenen heutigen Inseln waren zu dieser Zeit keine Inseln, sondern höher gelegene Teile der ebenfalls zusammenhängenden Landmasse Sunda, die der südliche Teil des asiatischen Kontinents war.
Vor etwa 30.000 Jahren wurden das Hochland und einige Inseln besiedelt.
Seit etwa 10.000 Jahren wird Ackerbau betrieben. Damit gilt die Insel als eine eigenständige Wiege der Landwirtschaft. Der Nachweis von weiteren Zivilisationsgegenständen ist aber sehr schwierig, da organisches Material in dem Tropenklima schnell verfällt. Im Zuge des Abschmelzens der Gletscher am Ende der letzten Eiszeit vor etwa 6000 Jahren wurden weite Küstengebiete überflutet, was das Wissen über frühe Küstenkulturen stark einschränkt.
Vor ca. 7000 Jahren ist der Anbau von Zuckerrohr und Bananen im Hochland nachgewiesen. Es wurden Überreste von Taro-Wurzeln gefunden, die ebenfalls als landwirtschaftliche Hinterlassenschaften gedeutet werden, da sie im Hochland nicht natürlich vorkommen. Auch Entwässerungskanäle wurden entdeckt. Die Völker in Neuguinea hatten keine Handelsbeziehungen zu den anderen Teilen der Welt und zu den Hochkulturen. Auf der Insel bildete sich eine starke Diversifizierung mit unzähligen kleinen voneinander isolierten Stämmen heraus, so dass es noch heute auf Neuguinea ungefähr 800 Sprachen gibt.
Vor mehr als 2000 Jahren besiedelten Menschen der austronesischen Sprachfamilie vorwiegend die Küstengebiete Neuguineas, da diese zur Lapita-Kultur gehörenden Menschen hervorragende Seefahrer waren. Die Papua und Melanesier waren dunkelhäutig. Bei den Papuas und melanesischen Völkern war ein sakrales Häuptlingstum vorherrschend. Auf Neuguinea war in den Religionen die Magie weit verbreitet. Aus der Zeit vor der Entdeckung durch die Europäer ist bekannt, dass es schwache Verbindungen zum östlichen Teil des malaiischen Archipels gab.

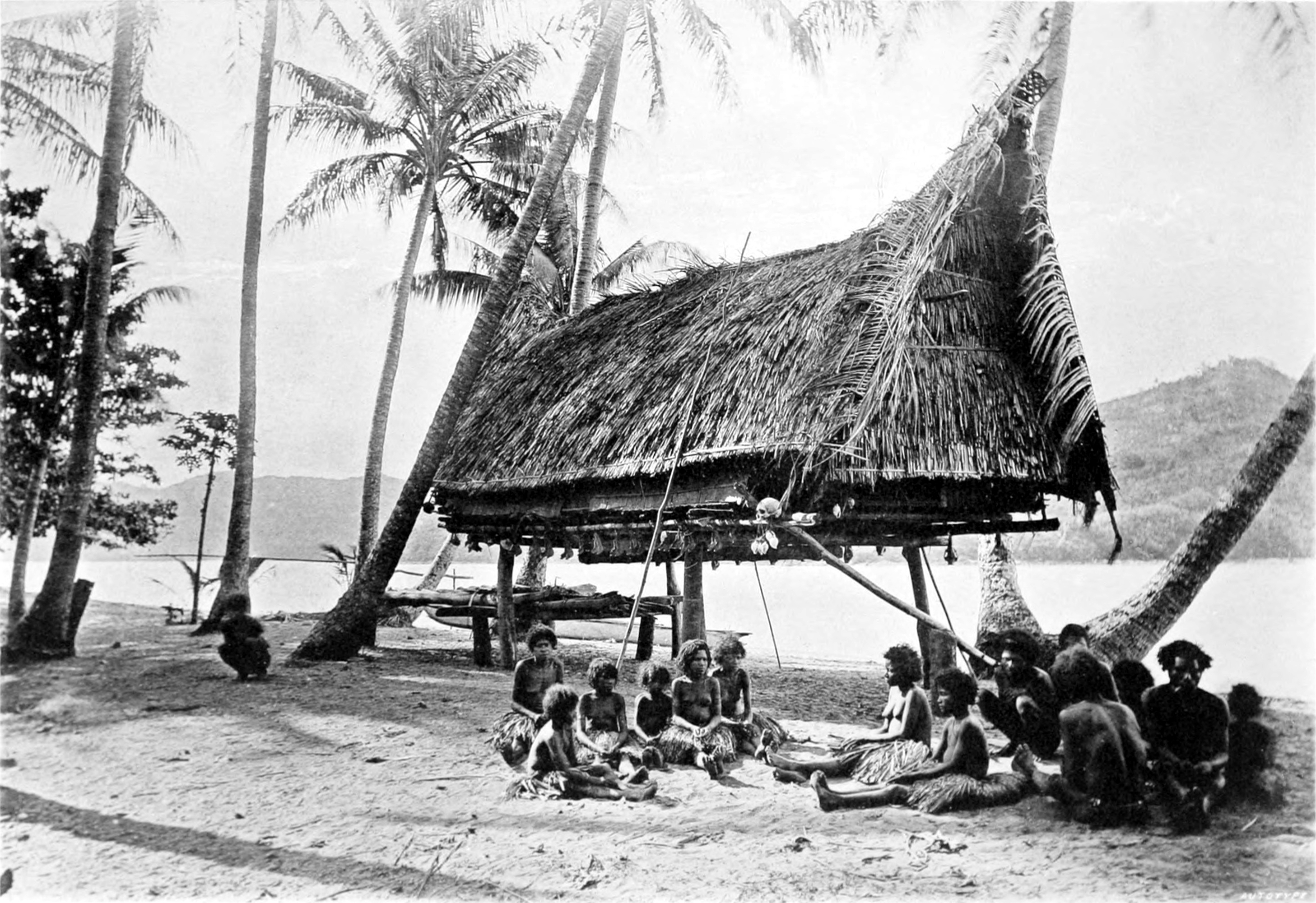
Britisch-Neuguinea, 1885

### Erste Kontakte mit Europäern
Der Portugiese Jorge de Meneses, der 1526/27 die Nordküste und vorgelagerte Inseln erkundete, gilt als europäischer Entdecker der Insel.
1545 landete der Spanier Íñigo Ortiz de Retez und nannte die Insel „Neuguinea“, weil ihn die Küste an die des afrikanischen Guinea erinnerte, an der er zuvor vorbeigesegelt war.
1623 kartographierte Jan Carstenszoon im Auftrag der Niederländischen Ostindien-Kompanie große Teile der Küste. Ab diesem Zeitpunkt unterhielt die Niederländische Ostindien-Kompanie geschäftliche und machtpolitisch motivierte Kontakte zu der Region und dem Sultanat Tidore.

### Ära der Kolonialzeit bis zum Ersten Weltkrieg

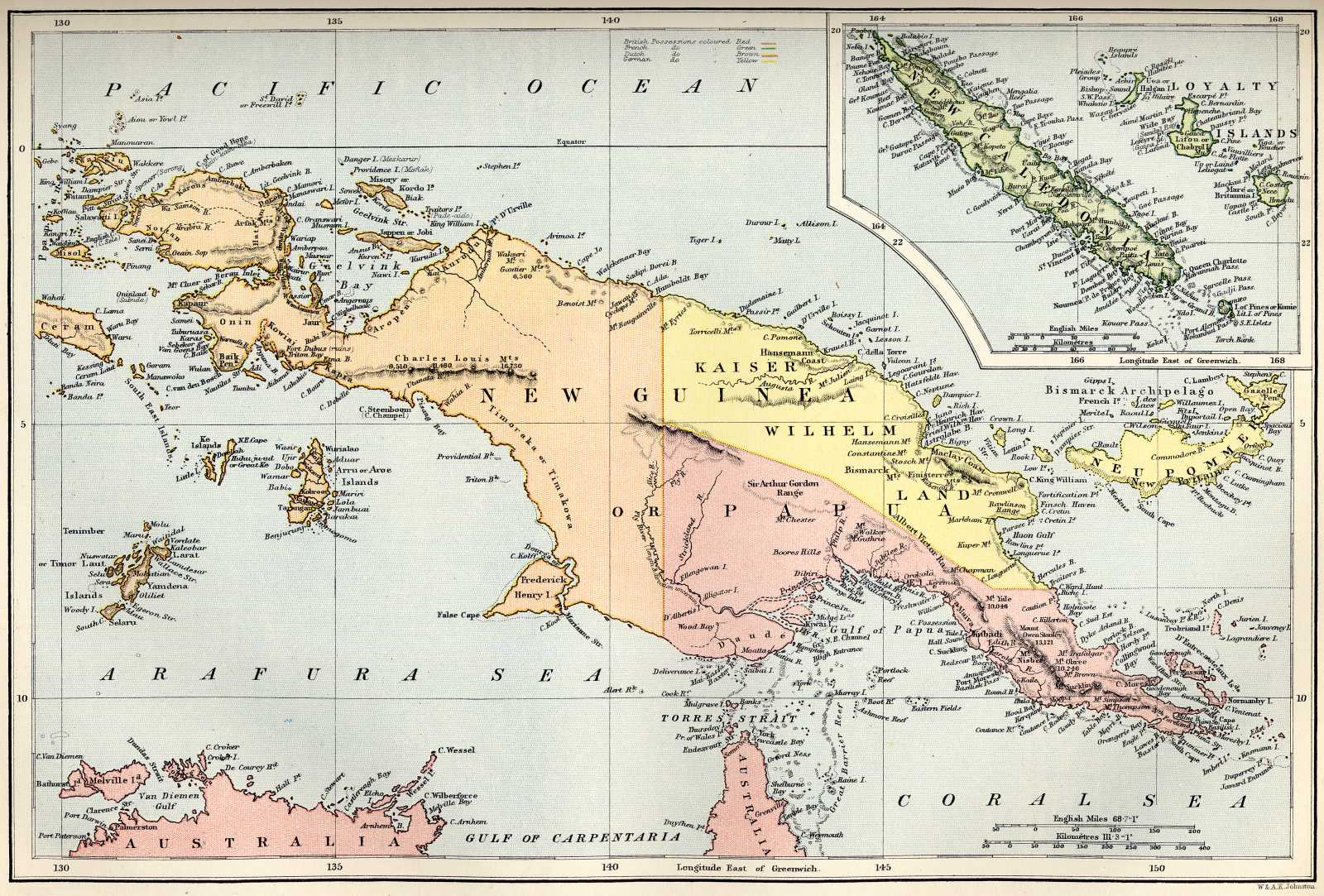
Historische Karte aus dem Jahr 1884

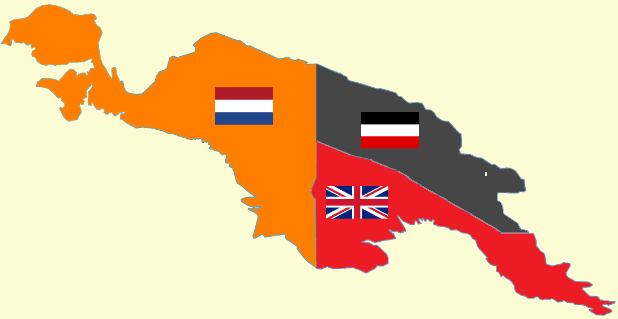
Politische Karte der Insel von 1884 bis 1919: Niederländisch-Neuguinea (links), Kaiser-Wilhelms-Land (rechts oben) und Britisch-Neuguinea (rechts unten)

Die Kolonisierung Neuguineas zur Zeit des Imperialismus erfolgte von drei Seiten: durch die Niederlande, durch Großbritannien und durch das Deutsche Reich. Die Annexionen, die kurz nacheinander stattfanden, führten zu einer Aufteilung Neuguineas in drei Einflusssphären, in deren Folgezeit sich unterschiedliche Entwicklungen ergaben.
1828 fand eine staatlich finanzierte Expedition des Vereinigten Königreichs der Niederlande in die Südsee statt, in deren Folge die Niederländer die Halbinsel Vogelkop im Westen der Insel besetzten und eine Siedlerkolonie errichteten.
1884 wurde der Rest der Insel unter den Niederlanden, Großbritannien und dem Deutschen Reich aufgeteilt. Die Niederlande nahmen die Westhälfte der Insel (Niederländisch-Neuguinea, welches von 1898 bis 1962 Teil Niederländisch-Indiens war), Großbritannien den Südosten (Britisch-Neuguinea), Deutschland den Nordosten (Kaiser-Wilhelms-Land) in Besitz.
Die Neuguinea-Kompagnie erhielt am 17. Mai 1885 durch einen kaiserlichen Schutzbrief Hoheitsrechte in Kaiser-Wilhelms-Land und übernahm damit auch hoheitliche Aufgaben. Ab 1899 verwaltete das Deutsche Reich dann die Insel unter eigener Verwaltung, als Teil von Deutsch-Neuguinea.
Der britische Teil wurde 1906 als Territorium Papua an Australien abgetreten, aufgrund der Aufteilung des deutschen Kolonialreichs unter die Siegermächte des Ersten Weltkriegs wurde der deutsche Teil 1919 als Territorium Neuguinea australisches Völkerbundsmandat. Die Entwicklung der beiden Gebiete verlief wegen der getrennt gehaltenen Verwaltung recht unterschiedlich. Beide Territorien wurden 1949 unter gemeinsamer australischer Verwaltung zum Territorium Papua und Neuguinea zusammengelegt.

### Situation im Zweiten Weltkrieg
Im Pazifikkrieg besetzte die Armee des Japanischen Kaiserreichs von 1942 bis 1945 den Norden der Insel. Die Papua unterstützten die Alliierten, indem sie Ausrüstung und verletzte Menschen quer durch Neuguinea transportierten. Die Hauptstadt Port Moresby wurde zeitweise Hauptquartier des US-amerikanischen Generals Douglas MacArthur. Die Kämpfe zwischen Japanern und Alliierten dauerten drei Jahre und verliefen an einigen Orten sehr erbittert. An vielen Küstenorten liegen immer noch versunkene Kriegsschiffe aus jener Zeit. Bekannt geworden ist auch der Kokoda Track, auf dem die japanische Armee nach Port Moresby marschierte.
Das 1949 unabhängig gewordene Indonesien erhob Anspruch auf den Westteil von Neuguinea, dieses blieb aber zunächst niederländisch.

### Heute

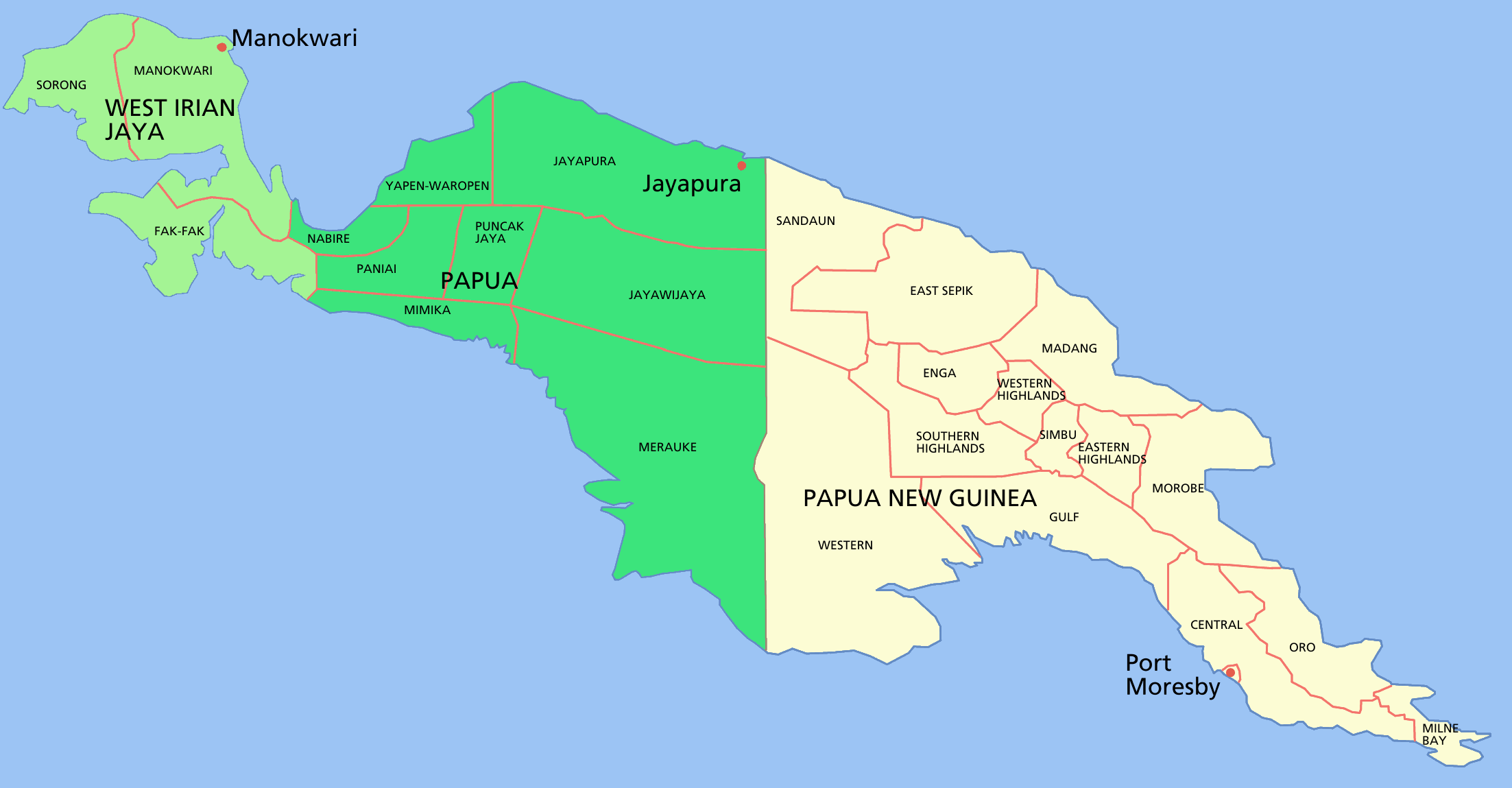
Westneuguinea (grün, seit 2022 mit 6 Provinzen) und Papua-Neuguinea (gelb) mit Provinzen und Regierungsbezirken

#### Niederländisch-Neuguinea wird 1963 Teil Indonesiens
Ab 1957 begannen die Niederlande und Australien, Pläne für die Unabhängigkeit eines vereinigten Neuguinea in den 1970er Jahren zu entwickeln. 1961 wurde eine Versammlung in Westpapua (Westneuguinea) abgehalten und ein Parlament, der Nieuw Guinea Raad, eingeführt. Indonesien marschierte daraufhin in den westlichen Teil der Insel ein und begann etwas später, die Papua aus den Gebieten zu vertreiben. Im nun so benannten Irian Jaya sollten vor allem Javaner angesiedelt werden. Bis heute haben etwa 300.000 von ehemals 700.000 Papua dadurch ihr Leben verloren, während etwa 800.000 malaiische Indonesier nach Westpapua einwanderten. Grundlage dafür ist eine Politik, die Transmigrasi genannt wird.
Die Nationalflagge von Westpapua wird Morgenstern genannt und besteht aus einem weißen Stern auf rotem Grund mit blauen und weißen horizontalen Streifen, die vom Flaggenmast wegzeigen. Diese Flagge (Niederländisch: „Morgenster“) wurde 1961 von der niederländischen Regierung als Symbol und erster Schritt zur geplanten Selbstregierung der Papua-Bevölkerung eingeführt. Unter der Suharto-Regierung hatte das Hissen der Flagge Gefangenschaft, Folter oder sogar Tod zur Folge.

#### Britisch- und Deutsch-Neuguinea werden 1973 zu Papua-Neuguinea
Im Osten Neuguineas wurden 1972 Wahlen abgehalten, und die Bevölkerung stimmte für die Unabhängigkeit. Im Dezember 1973 wurde Papua-Neuguinea autonom und erhielt am 16. September 1975 die volle Souveränität.